# Кеда (приток Ильвамы)
Кеда — река в России, протекает по Пудожскому району Карелии.
Исток — Кедозеро. Течёт на север, устье реки находится в 5,7 км по правому берегу реки Ильвама. Длина реки составляет 7,3 км, площадь водосборного бассейна — 94,8 км².
Правый приток — Лива (из Ливозера).

## Данные водного реестра
По данным государственного водного реестра России, относится к Балтийскому бассейновому округу, водохозяйственный участок реки — Водла, речной подбассейн реки — Свирь (включая реки бассейна Онежского озёр). Относится к речному бассейну реки Нева (включая бассейны рек Онежского и Ладожского озера).
Код объекта в государственном водном реестре — 01040100412102000016135.